# Ruth Patrick
Ruth Patrick (ur. 26 listopada 1907 w Topeka, zm. 23 września 2013 w Lafayette Hill) – amerykańska botanik.
Uczęszczała do Sunset Hill School w Kansas City, następnie studiowała na University of Virginia, gdzie w 1934 roku uzyskała stopień doktora. Jej badania skamieniałości występujących w Great Dismal Swamp pozwoliły wykazać, że teren ten był lasem, który został zalany wodą morską.
Jako naukowiec była pierwszą, która pokazała, jak zmierzyć stan biologiczny wód poprzez obserwację najdrobniejszych organizmów wodnych: okrzemków, jednokomórkowych glonów fitoplanktonowych.
Wynalazła również metodę sprawniejszego pobierania próbek wody - w 1954 r. zaprezentowała przyrząd zwany diatometrem.

## Nagrody
W 1996 r. została uhonorowana nagrodą naukową National Medal of Science. Prezydent Bill Clinton przyznał go za "wybitne osiągnięcia w pracy akademickiej i instytucjonalnej, a także sukcesy we współpracy z branżą przemysłową".